# Mesocco
Mesocco (toponimo italiano; in tedesco Misox, desueto, in romancio Mesauc, desueto, in lombardo Mesòcch) è un comune svizzero di 1424 abitanti del Canton Grigioni, nella regione Moesa.

## Geografia fisica
Mesocco è il comune più settentrionale della Val Mesolcina e si estende fino al passo del San Bernardino, sulla sponda destra della Moesa; dista 31 km da Bellinzona e 84 km da Coira. Il territorio comunale comprende alcune delle cime più elevate della regione Moesa: il Pizzo Tambò (3 279 m s.l.m.), che segna il confine con Madesimo e Splügen; il Puntone dei Fraciòn (3 202 m s.l.m.) e la Cima Rossa (3 161 m s.l.m.), sul confine con Serravalle; il Piz di Pian (3 158 m s.l.m.), sul confine con Madesimo; e il Pizzo Zapport (3 152 m s.l.m.).

## Monumenti e luoghi d'interesse

### Architetture religiose
- Chiesa parrocchiale cattolica dei Santi Pietro e Paolo, attestata dal 1219 e ampliata nel XVII secolo[3];
- Chiesa di San Carpoforo all'interno del castello, attestata dal VI-VII secolo[5];
- Chiesa di Santa Maria del Castello, attestata dal 1219[3][5];
- Chiesa di San Rocco, attestata dal 1538[3];
- Cappella di San Giuseppe in località Andergia, già chiesa riformata[3];
- Cappella di San Lucio in località Anzone[senza fonte];
- Cappella di San Michele in località Leso[senza fonte];
- Cappella di San Filippo in località Doira[senza fonte].

### Architetture civili
- Castello di Mesocco, attestato dal 1219[5];
- Case patrizie[3]:
  - Casa a Marca Superiore o di Maggiorasca[senza fonte], costruita nel 1565[3];
  - Casa a Marca Inferiore, costruita forse nel 1668)[senza fonte];
- Caserma sulla strada principale, costruita nel 1500 circa)[senza fonte].

### Aree naturali
- Parc Adula.

## Società

### Evoluzione demografica
L'evoluzione demografica è riportata nella seguente tabella:
Abitanti censiti

## Cultura

### Istruzione
Mesocco ospita una delle due sedi della scuola secondaria Sec/Sap del Moesano; vi si trova anche una scuola dell'infanzia ed elementare.

## Geografia antropica

### Frazioni

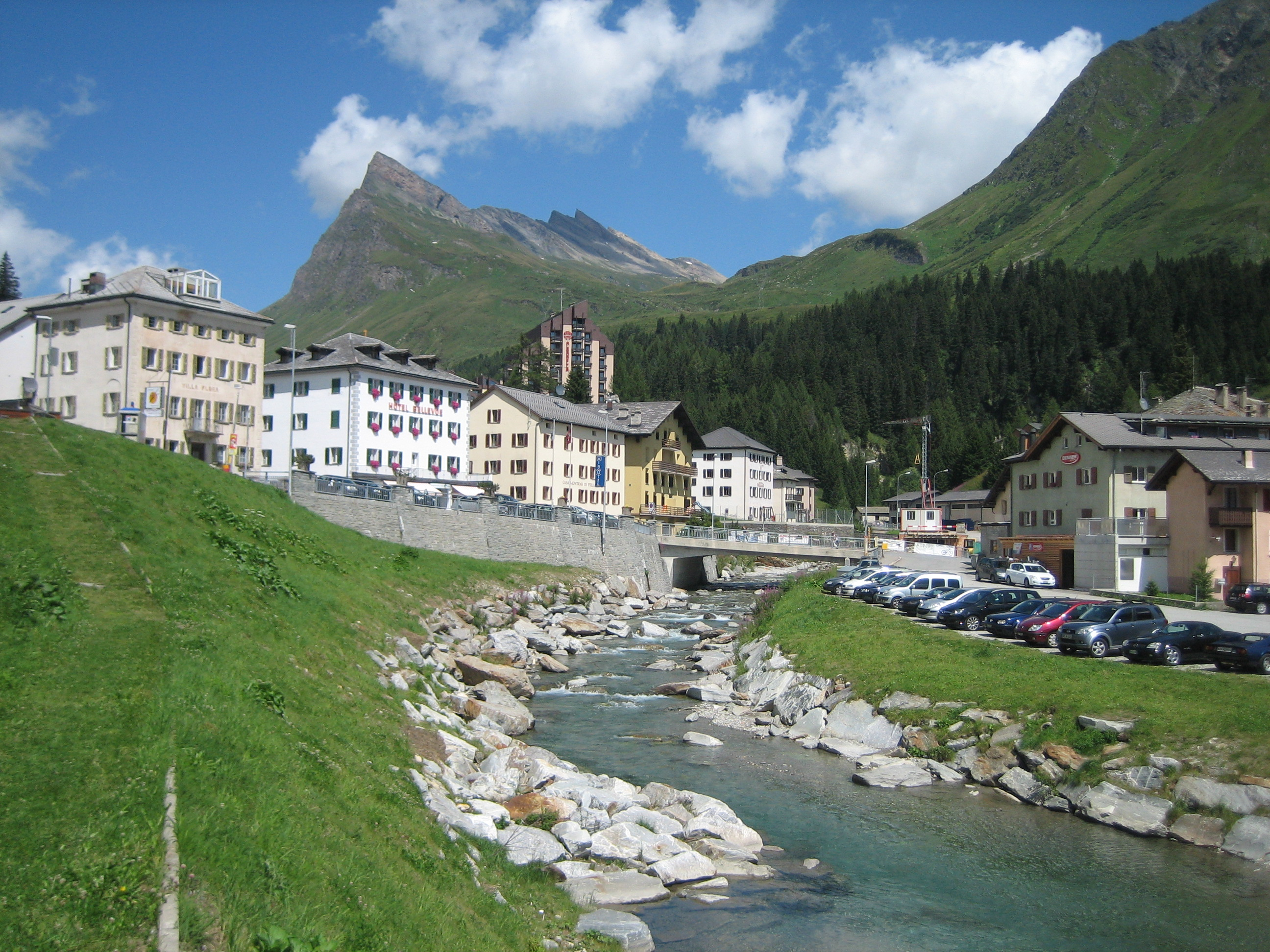
San Bernardino

Le frazioni di Mesocco sono 11:
- Andergia[3]
- Anzone[senza fonte]
- Cebbia
- Crimeo[3]
- Darba[3]
- Deira[senza fonte]
- Leso[senza fonte]
- Logiano[senza fonte]
- Pian San Giacomo
- San Bernardino[7]
- San Rocco[senza fonte]

## Infrastrutture e trasporti

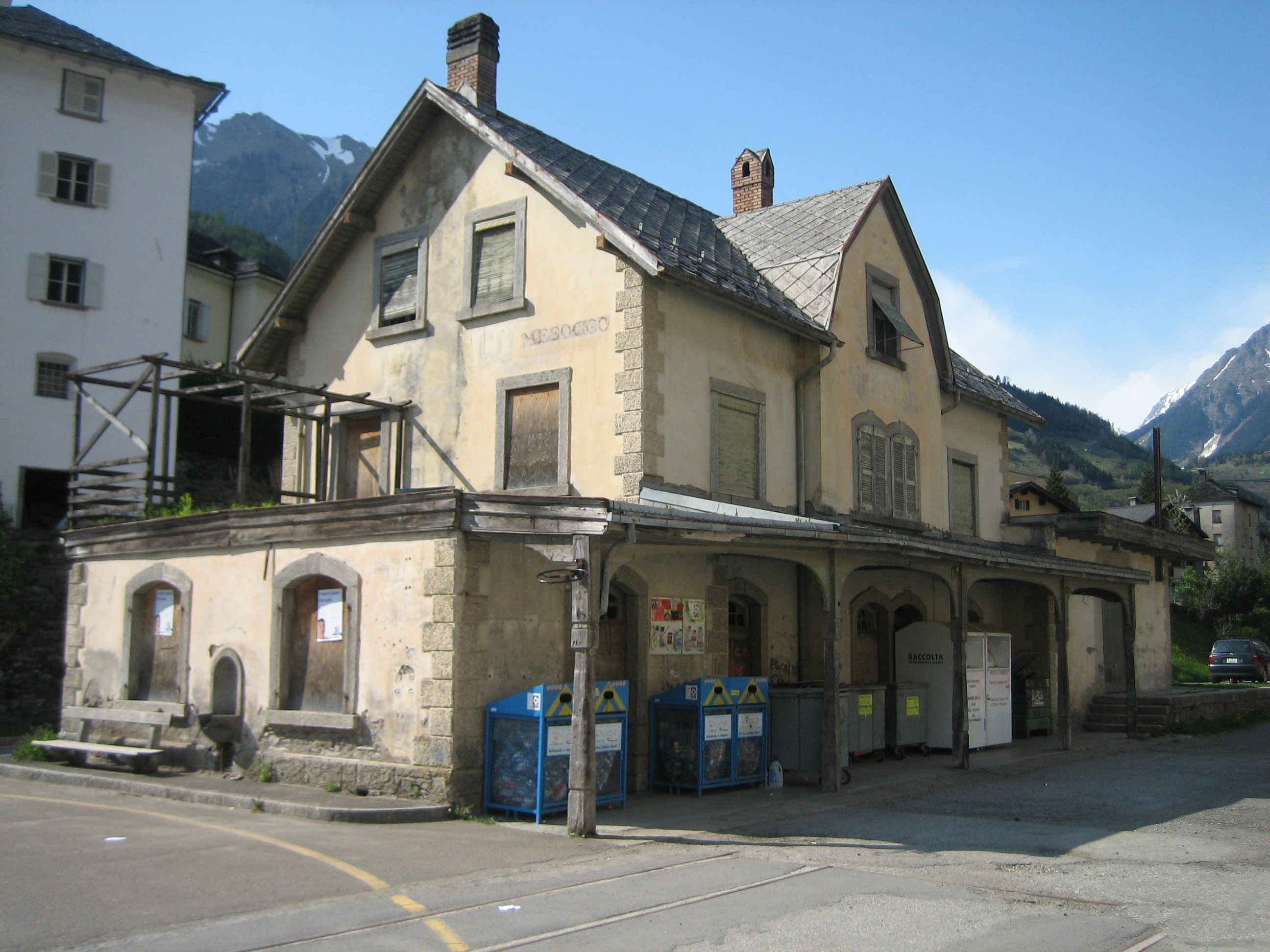
La stazione di Mesocco

È servito dalle uscite autostradali di Mesocco sud, Mesocco nord, Pian San Giacomo e San Bernardino, sulla A13/E43. La stazione ferroviaria omonima, capolinea della ferrovia Bellinzona-Mesocco, è in disuso.